# モレノ・アルゼンティン

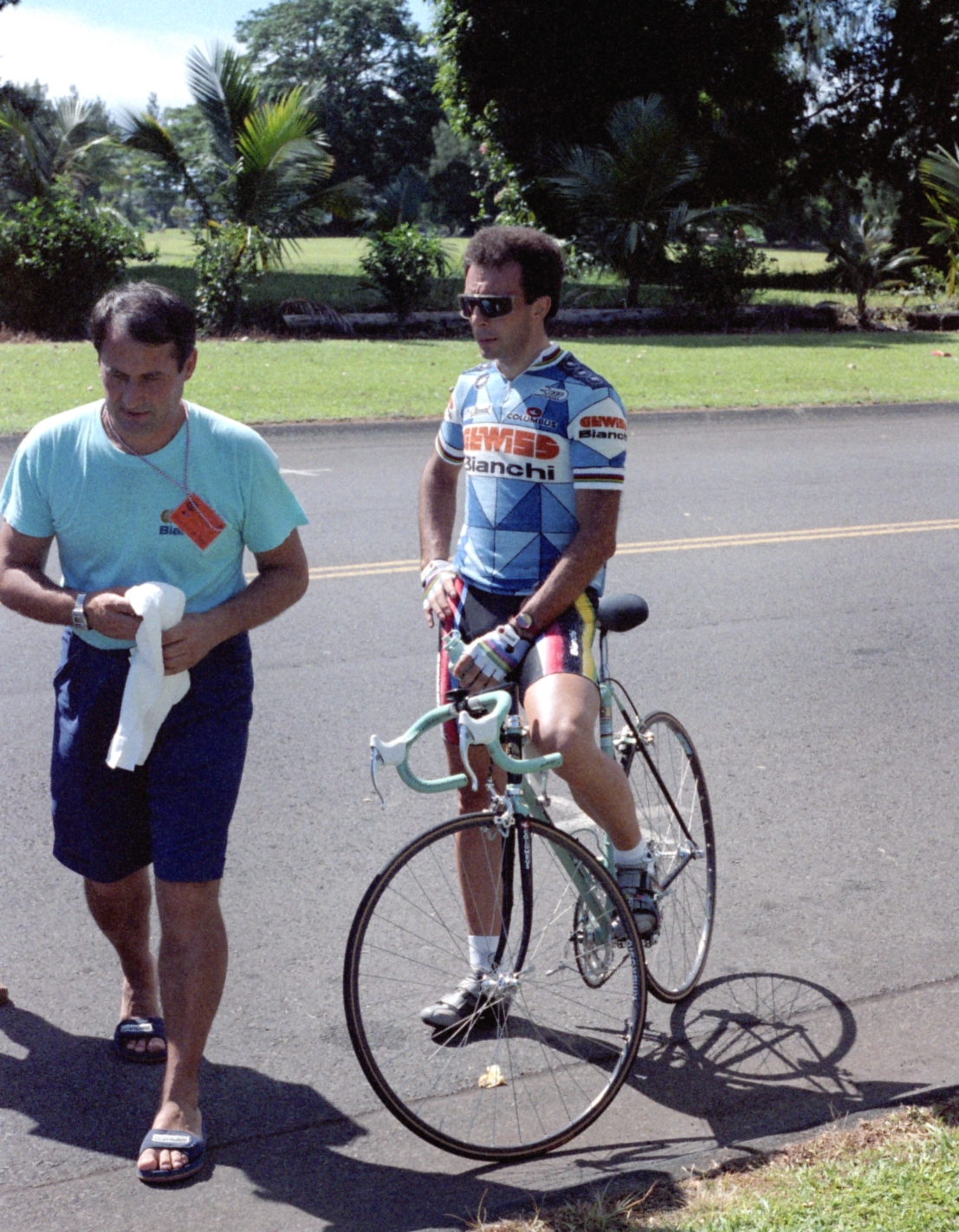
モレノ・アルゼンティン

モレノ・アルゼンティン（Moreno Argentin, 1960年12月17日 -  ）はイタリア・サン・ドナ・ディ・ピアーヴェ出身の元自転車競技選手。愛称はil　Capo（マフィアなどのボスの意味）。

## 経歴
1980年、イタリア国内選手権において、アマチュア部門のトラックレース（個人追い抜き）及びロードレース (自転車競技)を制覇。1981年にプロ転向。
ワンデーレースにおいて無類の強さを発揮し、1986年の世界自転車選手権、プロ・個人ロードを制覇した他、リエージュ〜バストーニュ〜リエージュでは1985年から1987年まで3連覇を達成した他1991年にも制覇し、都合4度優勝。
またフレッシュ・ワロンヌでは1990年、1991年と連覇し、1994年にも優勝を果たした。この他、1987年にはジロ・ディ・ロンバルディア、1990年にはロンド・ファン・フラーンデレン、1983年、1989年にはイタリア国内選手権を優勝している。
ステージレースにおいては区間優勝ハンターとして知られ、ジロ・デ・イタリアでは通算12回の区間優勝を果たした他、ツール・ド・フランスでも同2勝を挙げた。